# Гіллястовусі
Гіллястовусі раки (Diplostraca або Cladocera) — підряд (за деякими авторами — ряд) нижчих ракоподібних, яких ще називають водяними блохами. Це один із найчисельніших підрядів класу зяброногі, що включає близько чотирьохсот видів дрібних планктонних прісноводних та морських тварин. В Україні поширені близько 90 видів, з яких найвідомішими є представники роду дафнія.

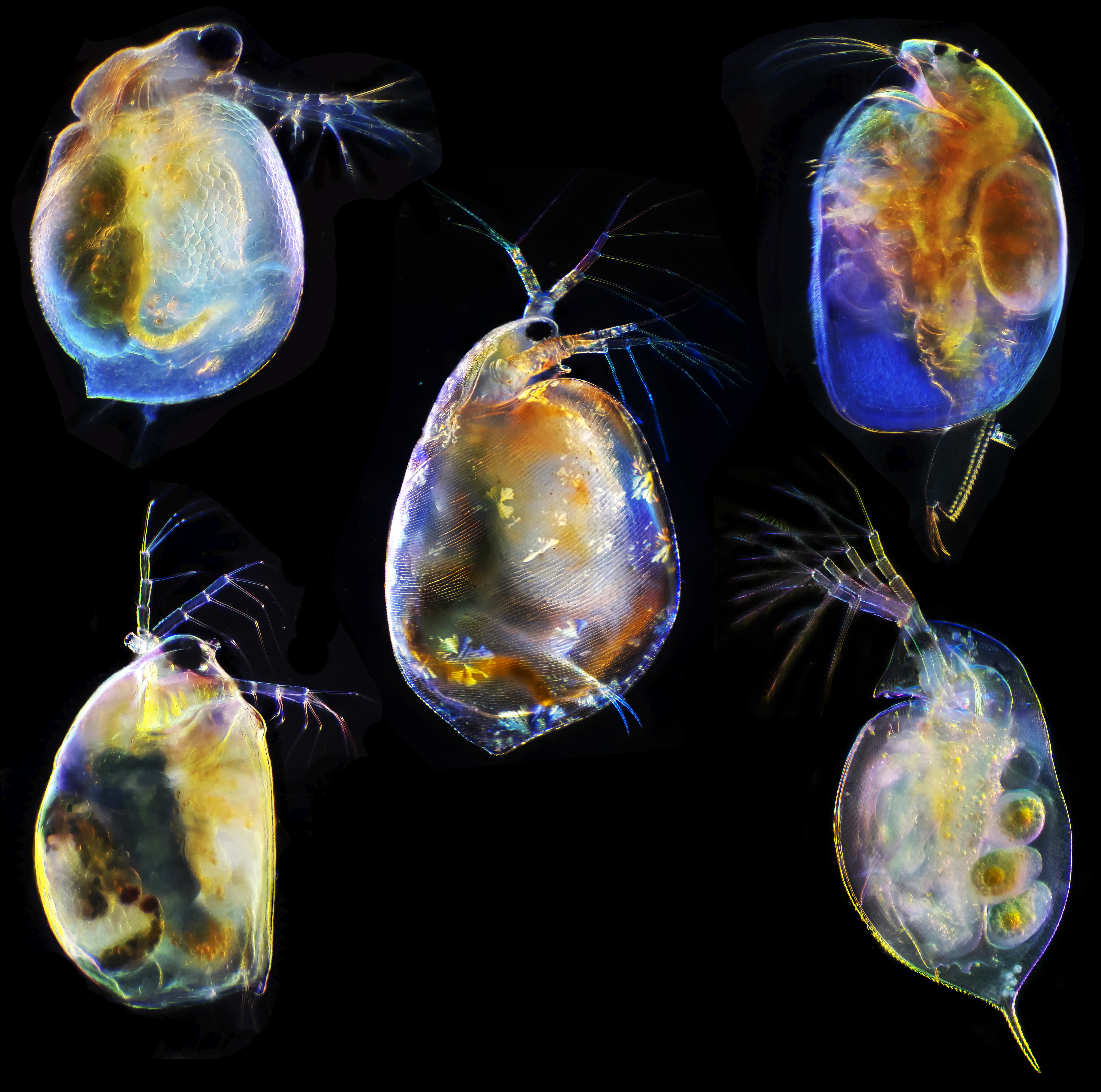
Різні роди гіллястовусих

Розміри тіла гіллястовусих переважно не перевищують 10 мм, воно поділяється на голову і тулуб, вкрите двостулковим хітиновим карапаксом. На голові розміщене одне велике фасеткове око і одне просте вічко. Антенули невеликі, антени (вусики) добре розвинені, розгалужені на дві гілки, мають велику кількість щетинок, слугують для плавання.
Для життєвого циклу гіллястовусих характерна гетерогонія: відбувається чергування кількох партеногенетичних поколінь і одного двостатевого.
Гіллястовусі живляться водоростями, бактеріями, часточками детриту. Самі вони є поживою для багатьох риб.
Пересуваються стрибками.